# Беверен (футбольний клуб)
«Беверен» (нід. Beveren) — колишній професійний бельгійський футбольний клуб з однойменного міста. Виступав у Лізі Жюпіле. Домашні матчі проводив на стадіоні «Фретіл», який вміщує 12 930 глядачів. Припинив існування у 2010 році, об'єднавшись з «Ред Стар Васланд».

## Історія
Витоки та передумови заснування футбольного клубу «Беверен» беруть свій початок ще у 1921 році, коли було створено інший клуб з Беверена — «Стандаард». 8 вересня 1926 року він об'днався з командою «Амікаль», проте, майже нічим не запам'ятавшись, припинив існування 28 травня 1931-го.
Три роки потому 1 липня 1934-го футболісти колишнього «Стандаарда» заснували футбольний клуб «Беверен». 6 вересня 1935 року клуб став членом Бельгійської футбольної асоціації під номером 2300. Після 14 сезонів у регіональних лігах команда спочатку піднялася у 1948-му у четвертий дивізіон, а потім у 1951 році — у третій футбольний дивізіон Бельгії.
У 1966 році «Беверен» несподівано вперше стає переможцем у Другому дивізіоні, граючи під керівництвом майбутнього тренера збірної Бельгії Гі Тіса, і потрапляє у вищий дивізіон. З тих пір команда тричі (у 1972, 1990 та 1996 роках) понижувалася у класі, проте щоразу поверталася до еліти.
У 2006 році команда опинилась під загрозою втрати ліцензії та пониження у класі до третього дивізіону, проте виграла апеляцію. Тим не менш сезон 2006-07 беверенці завершили на останньому місці у Лізі Жупіле і опинилися у другому дивізіоні.
У 2010 році за декілька тижнів до завершення чемпіонату клуб оголосив, що через фінансові труднощі не зможе продовжити професійну ліцензію на наступний сезон, після чого команда автоматично опустилася до третього дивізіону. Тоді ж було проведене і об'єднання з клубом «Ред Стар Васланд» з перейменуванням останнього на «Васланд-Беверен». Юридично об'єднання не було оформлене, щоб не перекладати борги «Беверена» на «Васланд-Беверен».

## Досягнення
- Чемпіонат Бельгії:
  - Чемпіон (2): 1978-79, 1983–84
- Кубок Бельгії:
  - Володар (2): 1977-78, 1982–83
  - Фіналіст (3): 1979-80, 1984–85, 2003–04
- Суперкубок Бельгії:
  - Володар (2): 1979, 1984